# Mabuchi Motor

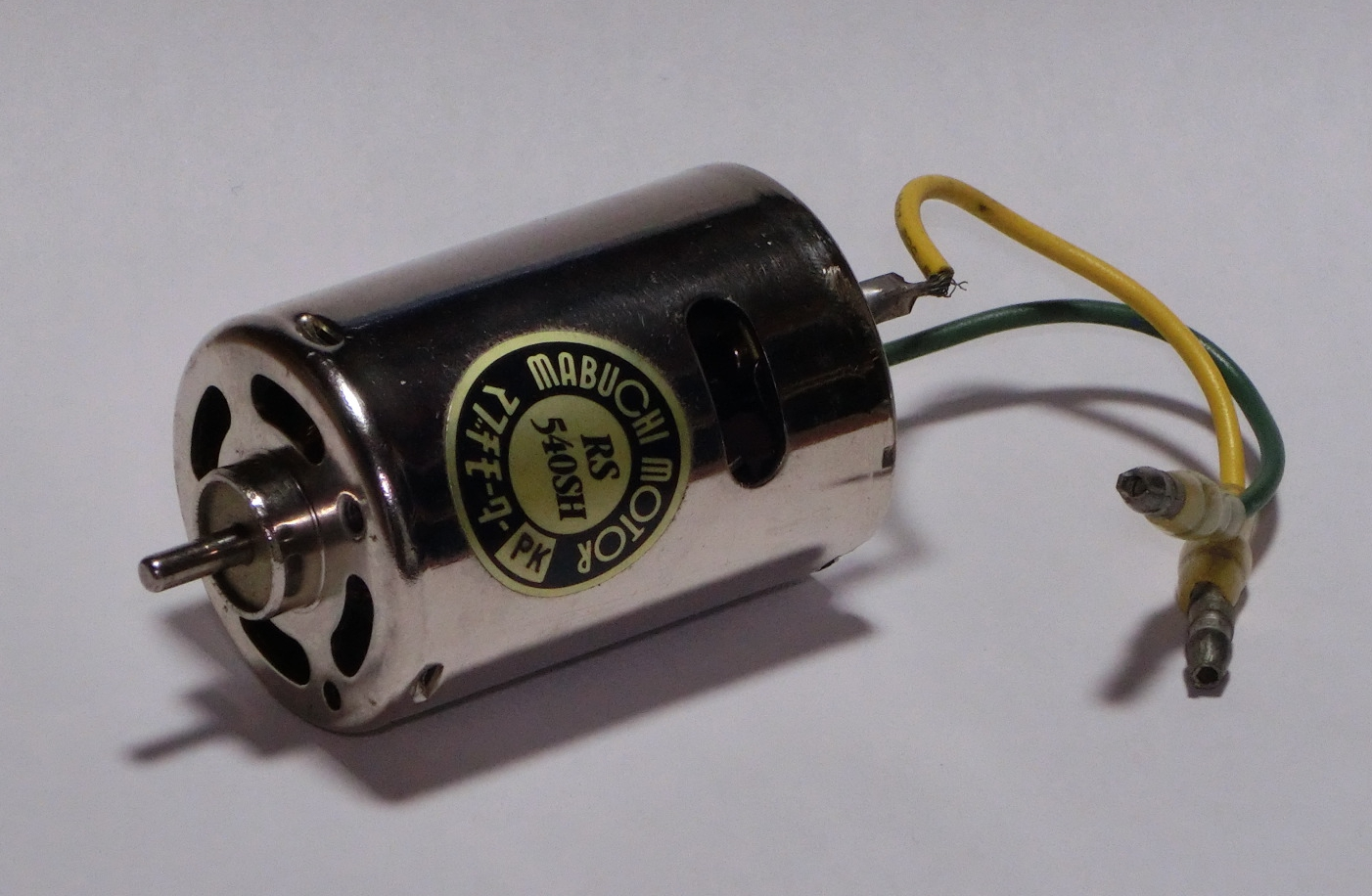
Motorino elettrico Mabuchi

La Mabuchi Motor (マブチモーター株式会社, Mabuchi Mōtā Kabushiki Kaisha) è un'azienda giapponese fondata nel 1946 con sede a Matsudo, specializzata nella costruzione di attuatori e motori elettrici, quotata alla borsa di Tokyo.
I motori e attuatori elettrici vengono utilizzati e impiegati in svariati settori, da quello automobilistico ai prodotti di consumo e industriali, come per esempio trapani elettrici, aspirapolveri, macchinine e aeroplanini giocattolo, lettori CD, DVD e Blu-ray, fotocamere digitali, stampanti per computer, ventole elettriche, rasoi elettrici e lavatrici.